# Oskar Jensen
Oskar Jensen (født 1924, død 1996) var en dansk politiker fra partiet Venstre, der var borgmester i Allerød Kommune fra 1970 til december 1987. Han blev afløst af partifællen Preben Nybo Andersen.